# Hawaiian Love
Hawaiian Love è un cortometraggio muto del 1913 diretto da John Griffith Wray e prodotto dalla Champion Film Company di Mark M. Dintenfass per la World's Fair Stock Company.  Il regista e i due protagonisti, Virginia Brissac e James Dillon girarono un altro film hawaiano, il romantico The Shark God, sempre del 1913.

## Trama
Una bella ragazza hawaiana è corteggiata da un capitano di marina che la convince a sposarlo.

## Produzione
Il film fu prodotto dalla Champion Film Company, una compagnia indipendente che Dintenfass aveva fondato nel 1909, stabilendone gli studi a Fort Lee, nel New Jersey e che nel 1912 si fuse nell'Universal Film Manufacturing Company di Carl Laemmle. Il film venne girato a Honolulu e alle cascate Kapena nell'isola di Oahu, nelle Hawaii.

## Distribuzione
Distribuito dall'Universal Film Manufacturing Company, il film - un cortometraggio di una bobina - uscì nelle sale cinematografiche USA il 12 maggio 1913.